# Alerema
Alerema là một chi bướm ngày thuộc họ Bướm nâu.